# مارك أوبراين (دراج)
مارك أوبراين (بالإنجليزية: Mark O'Brien)‏ هو دراج أسترالي، ولد في 16 سبتمبر 1987 في هورشام في أستراليا.

## وصلات خارجية
- مارك اوبراين على موقع الاتحاد الدولي للدراجات (الإنجليزية)
- مارك اوبراين على موقع أرشيف الدراجات (الإنجليزية)
- مارك اوبراين على موقع إحصائيات الدراجات الإحترافية (الإنجليزية)
- مارك اوبراين على موقع نسبة الدراجات (الإنجليزية)